# Maksim Semjonov
Maksim Semjonov (* 21. September 1985 in Kohtla-Järve, Estnische SSR) ist ein ehemaliger estnischer Eishockeyspieler, der zuletzt bis 2020 bei TuusKiekko in der viertklassigen finnischen II-divisioona unter Vertrag stand. Er wurde dreimal estnischer Meister mit Tartu Kalev-Välk.

## Karriere
Semjonov begann seine Karriere als Eishockeyspieler beim HK Central in seiner Heimatstadt Kohtla-Järve. Nachdem er die Spielzeit 2003/04 beim Lokalrivalen Viru Sputnik und beim Narva PSK verbracht hatte, wechselte er 2004 zu Tartu Välk 494, das 2007 seinen heutigen Namen Tartu Kalev-Välk annahm. Mit dem Klub gewann er 2008 die estnische Landesmeisterschaft. 2009 zog es ihn für zwei Jahre nach Finnland, wo er für S-Kiekko und die Porvoo Hunters in der Suomi-sarja, der dritthöchsten Spielklasse des Landes, auf dem Eis stand. Im Dezember 2012 kehrte er nach Tartu zurück, wo er 2012 und 2015 erneut estnischer Meister wurde. In der Spielzeit 2015/16 spielte er wieder für Kohtla-Järve Viru Sputnik und war zweitbester Torvorbereiter hinter Nikolay Mamadzanov vom HC Panter Tallinn. 2017/18 spielte er zum wiederholten Mal für Tartu Kalev-Välk, ehe er zu TuusKiekko aus der viertklassigen finnischen II-divisioona wechselte, wo er 2020 seine Karriere beendete.

### International
Im Juniorenbereich nahm Semjonov für Estland an der U20-Weltmeisterschaft 2005 in der Division I teil, als das Team aus dem Baltikum den Abstieg in die Division II hinnehmen musste.
Mit der Herren-Nationalmannschaft spielte er bei den Weltmeisterschaften der Division I 2005, 2006, 2007 und 2008 sowie der Division II 2009, 2010 und 2012 teil. Zudem vertrat er seine Farben bei den Qualifikationsturnieren für die Olympischen Winterspiele 2010 in Vancouver und 2014 in Sotschi.

## Erfolge und Auszeichnungen
- 2008 Estnischer Meister mit Tartu Kalev-Välk
- 2010 Aufstieg in die Division I, Gruppe B, bei der Weltmeisterschaft der Division II, Gruppe B
- 2012 Aufstieg in die Division I, Gruppe B, bei der Weltmeisterschaft der Division II, Gruppe A
- 2012 Estnischer Meister mit Tartu Kalev-Välk
- 2015 Estnischer Meister mit Tartu Kalev-Välk